# Marian Kazimierz Klamut
Marian Kazimierz Klamut (ur. 6 marca 1930 w miejscowości Wielkie, zm. 25 lipca 2018) – polski lekarz, profesor nauk medycznych, rektor Akademii Medycznej w Lublinie w latach 1990–1996, specjalista w dziedzinie radiologii i rentgenodiagnostyki.

## Życiorys
W 1954 ukończył studia medyczne w pierwszym roczniku absolwentów Akademii Medycznej w Lublinie, następnie podjął pracę na macierzystej uczelni. W 1957 uzyskał I, a w 1962 II stopień specjalizacji z rentgenodiagnostyki. W 1963 obronił pracę doktorską, w 1968 otrzymał stopień doktora habilitowanego. Był organizatorem powstałego w 1969 pierwszego w Europie Wydziału Pielęgniarskiego i jego dziekanem w latach 1969–1976. Od 1972 do 1984 kierował (pierwszą w kraju) Samodzielną Pracownią Rentgenodiagnostyki Serca i Naczyń, od 1984 Zakładem Radiologii Sercowo-Naczyniowej i Zabiegowej, następnie Radiologii Zabiegowej i Neuroradiologii.
W 1978 mianowany profesorem nadzwyczajnym, w 1990 uzyskał tytuł naukowy profesora nauk medycznych. W latach 1990–1996 pełnił funkcję rektora Akademii Medycznej w Lublinie. Specjalizował się w zakresie w dziedzinie radiologii i rentgenodiagnostyki.
Zmarł 25 lipca 2018. Został pochowany 2 sierpnia 2018 na cmentarzu przy  ulicy Unickiej w Lublinie.

## Członkostwo w korporacjach
- Polskie Towarzystwo Radiologiczne
- Polskie Towarzystwo Lekarskie
- Komisja Radiologii Doświadczalnej Komitetu Fizyki Wydziału VI Polskiej Akademii Nauk[3]

## Odznaczenia
- Krzyż Oficerski Orderu Odrodzenia Polski (1999)[7]
- Krzyż Kawalerski Orderu Odrodzenia Polski (w PRL)[1]
- Złoty Krzyż Zasługi (w PRL)[1]
- Medal Komisji Edukacji Narodowej
- Odznaka honorowa „Za wzorową pracę w służbie zdrowia”
- Odznaka "Za zasługi dla miasta Lublina"
- Odznaka "Zasłużony dla Lubelszczyzny"[3]